# Барабашово
Ринок «Барабашо́во» — ринок у Харкові, найбільший промислово-речовий ринок України, що має площу більше 75 га, є найбільшим у Східній Європі та займає 14-е місце у рейтингу найбільших ринків світу.
Більшу частину площі ринку займають майданчики торговельного центру (ТЦ) концерну «АВЭК и К» під назвою «Барабашово» Олександра Фельдмана.
Територія торговельного центру розділена на 8 торговельних майданчиків за асортиментом товарів і розташуванням. Загальна кількість торговельних і складських місць — близько 18 000.
Торговельний центр постійно розвивається, про що свідчить як реконструкція наявних торговельних площ, так і розширення території та відкриття нових торговельних майданчиків. Водночас відбувається роздільне акцентування роздрібного й оптового форматів.
17 березня 2022 року був великою мірою знищений російськими обстрілами під час боїв за Харків. У ніч з 5 на 6 лютого 2025 року був повторно обстріляний ЗС РФ.

## Походження назви
Ринок розташований на Салтівці, між станціями метро «Академіка Павлова» та «Академіка Барабашова» (раніше називалась просто «Барабашова»). Від останньої станції і пішла назва. Таким чином, до відомого харківського астронома Миколи Павловича Барабашова ринок має лише опосередковане відношення.

## Історія
Торговельний центр з'явився 1995 року на незабудованому майданчику на захід від станції метро «Академіка Барабашова». До того часу на цьому місці знаходився невеликий стихійний продовольчий ринок, орієнтований на мешканців навколишніх кварталів приватного сектора.
Відтоді ринок постійно розширюється та захоплює всі вільні площі між Тюриним озером і Салтівським метродепо (останнім часом — шляхом знесення житлових будинків приватної забудови Тюринки і Рашкіної дачі).
Перша офіційна назва нового торговельного об'єкту — «Речовий ринок по пр. 50-річчя ВЛКСМ біля станції метро ім. „Ак. Барабашова“». Через рік офіційна назва змінилася на «Торговельний центр біля станції метро „Ім. Ак. Барабашова“». Розташування біля станції метро, названій на честь видатного харківського астронома, і стало причиною появи загальноприйнятої назви — «Барабашова», — яку пізніше було зроблено офіційною.
Найперший торговельний майданчик зберігся донині, хоч і був частково реконструйований — це так звані «Кам'яні ряди» («Кам'янка»). Слідом за цим територія торговельного центру розширилася на південь до Миротворчої вулиці і на північний захід до Проспектної вулиці. Тут же знаходиться перша будівля, в якій розташовувалася адміністрація торговельного центру — двоповерховий особняк з червоної цегли, розташований по Миротворчій вулиці, 49.
Наступним етапом розвитку стало розширення території до Амурської вулиці (нині вулиця Олександра Подольського) — «Барабашова» «розвернувся» до двох виходів станції метро. Почалося розширення до вулиці Академіка Павлова (тут розмістився авторинок) і поступове освоєння нового оптового майданчика «Лужники» (також званого «Ямою») між Тюрінською вулицею, Амурською вулицею та вулицею Академіка Павлова. Розширення в цю сторону, а також деякі інші етапи розвитку торгового центру, було пов'язане з масовим викупом домоволодінь приватного сектора.
У період до 2003 року територія торгового центру значно збільшилася. Був повністю освоєний майданчик «Лужники», автомобільний ринок перемістився на місце салтівського таксопарку по іншу сторону вулиці Академіка Павлова, на колишньому місці авторинку почав будуватися найбільший на сьогоднішній день майданчик «Нове століття». Території з продажу будівельних і господарських товарів зосередились у східній частині торговельного центру; одяг, взуття та супутні товари — у західній, а авторинок зайняв окрему територію. Приблизно таку логіку територіального поділу «Барабашова» має і до цього дня.
У 2005 році був побудований і відкритий додатковий вихід зі станції метро «Академіка Барабашова», що веде на територію торгового майданчика «Лужники». Тоді ж на території «Барабашова» з'явився гіпермаркет «Нове століття» — єдина будівля площею понад 20 тис. м². з центральною системою кондиціювання, ескалаторами і кафе. Цей торговельний центр орієнтований переважно на роздрібних покупців.
До 2008 року більша частина території торгового центру отримала сучасний формат — контейнерні майданчики були перебудовані в двоповерхові крамниці, проходи між якими накриті навісами. З'явилося кілька нових автостоянок, в тому числі паркінг біля крамниць майданчика «Лужники». До того часу роздрібний гіпермаркет «Нове століття» розширився, а в районі терміналу громадського транспорту з'явився ще один великий роздрібних гіпермаркет. Тепер територія в районі зупинок громадського транспорту стала в першу чергу орієнтованою на роздрібних покупців, а оптова торгівля сконцентрувалася на великих територіях в центральній частині торговельного центру та поблизу автостоянок. У 2008 році площа ринку становила вже понад 70 га, займаючи таким чином друге місце у Східній Європі, поки в 2009 році не був закритий Черкізовський ринок у Москві, який мав площу в 200 га.
У 2011 році відкрито новий оптовий торговельний майданчик, на територію нового майданчика переїхав і дитячий ринок. Майданчик побудований поряд з найбільшою автостоянкою торгового центру вздовж вулиці Академіка Павлова. Раніше тут була заболочена місцевість; до початку будівництва майданчика виконаний комплекс складних робіт з водопониження, а територія біля озера, що поруч, укріплена. Таким чином, торговельна площа «Барабашова» збільшилася приблизно на 10 гектарів, і він практично впритул наблизився до станції метро «Академіка Павлова». У першу чергу будівництва увійшли понад 700 нових крамниць та автостоянка. Триває[коли?] будівництво нових крамниць і автостоянок на цій території.
У планах на майбутнє анонсовано проєкт Cosmo Mall. Це проект будівництва сучасного торговельно-розважального центру вздовж Ювілейного проспекту поруч з діючою територією ТЦ «Барабашово».
27 лютого 2020 р. на ринку відбулися зіткнення між підприємцями та охоронцями. Було застосовано піротехніку і сльозогінний газ. Було заарештовано 56 учасників, їм повідомлено про підозру.

### Російсько-українська війна
17 березня 2022 року в ході боїв за Харків російські війська обстріляли ринок із систем залпового вогню «Град», що спричинило пожежі в різних його місцях. Під час гасіння вогню нападники обстріляли ринок удруге, вбивши одного пожежника. Вогонь охопив майже весь ринок і перекинувся на сусідні приватні будинки. 25 березня ринок обстріляли знову. В підсумку значна частина ринку була знищена. Збитки лише для довкілля (через забруднення повітря та землі) Державна екологічна інспекція України оцінила у майже 2 млрд гривень.
29 квітня 2024 року Харківський міський голова своїм розпорядженням перейменував Амурську вулицю, яка проходить через ринок, на вулицю Олександра Подольського, рятувальника, загиблого при ударі по ринку.
В ніч з 5 на 6 лютого 2025 року, російська армія повторно атакувала ринок безпілотниками.

## Розташування
Знаходиться в Харкові між центром міста і найбільшим спальним житловим масивом — Салтівкою. Основний фасад торгового центру збудований вздовж вул. Академіка Павлова. Оскільки ця вулиця (згодом переходячи на вулицю Леся Сердюка) виходить на окружну дорогу, до торгового центру з окружної дороги можна проїхати по прямій, минаючи складні міські транспортні розв'язки.
Територія торговельного центру обмежена вулицями Барабашова, Проспектною, Раєвської, Тюрінською, Академіка Павлова, Метлинського, Козакевича, а також проспектами Ювілейним та Льва Ландау. Максимальні відстані по прямій між крайніми точками складають близько 1,6 км по двох осях: із заходу на південний схід і з заходу на північний схід.
Усередині периметра ТЦ «Барабашово» знаходиться великий термінал громадського транспорту, що включає станцію метро «Академіка Барабашова», кінцеві зупинки численних автобусів та маршрутних таксі, тролейбусне коло розвороту. Після відкриття в 2011 році нового торговельного майданчика територія розширилася майже до станції метро «Академіка Павлова». Таким чином, зупинки громадського транспорту знаходяться переважно в центральній частині торгового центру, а паркування — в районі периметра.
Приблизно половина території знаходиться на височині, а інша — в низині, яка раніше була заболочена, а згодом освоєна відповідно до розробленого проекту інженерної підготовки та захисту від підтоплення.

## Інфраструктура

Мапа ринку

- Упорядкована територія: велика частина торговельних місць є двоповерховими павільйонами, проходи між якими накриті навісами.
- 16 автостоянок, що вміщають понад 5000 автомобілів, включаючи автобуси[15].
- Два роздрібних гіпермаркети.
- Відділення банків, банкомати, пункти обміну валют.
- Медичний центр, аптеки.
- Стаціонарні та мобільні кафе.
- Кілька охоронюваних малоформатних складських комплексів.
- Охорона.
- Пожежна бригада.
- Міське відділення МВС на території.
- Навігаційні схеми на території.
- Мечеть «Аль-Каусар»
- Інтернет-сайт https://barabashovo.ua, щотижнева газета (тираж — 10 тис. екз.)[16], каталог товарів, радіовузол.

## Періодичне видання ринку
Торговельний центр «Барабашово» для ринку видає кольорову щотижневу газету на 16 смугах «НЭП». Тираж газети — 10 000 примірників, розповсюджується безкоштовно. Редакція знаходиться в Будинку преси на Московському проспекті, 247. На початок 2010 року вийшло понад 280 випусків газети.

## Групи товарів
- Одяг та аксесуари (майданчики «Нове століття» і «Лужники», включаючи два гіпермаркети): чоловічий та жіночий одяг, взуття та аксесуари, постільна і нижня білизна, купальні костюми, ділові костюми, спортивний одяг та аксесуари, сумки, головні убори, весільні вбрання та аксесуари, косметика, канцтовари, предмети декору.
- Товари для будівництва та ремонту (майданчик в районі вул. Тюрінській та Раєвської, включаючи кілька великих крамниць): шпалери, світильники, керамічна плитка, пластик, гіпсокартон, інші оздоблювальні матеріали та суміші, мийки, ванни, змішувачі, труби, сантехнічна фурнітура, столярні вироби, столярна і будівельна фурнітура.
- Товари для дому (майданчик між вул. Тюрінською і Проспектною): посуд і столові прилади, електроніка, електротехніка, побутова хімія, товари для кухні, домашній текстиль, санітарно-гігієнічні товари, садово-городні товари, товари для рибалок і туризму.
- Господарські товари (район вул. Проспектній і Раєвської): ручний і електроінструмент, бензопилки, генератори, бетономішалки, культиватори, тачки, поливальний інструмент, садовий інструмент, кабелі, світлотехніка, електрофурнітура, троси, металовироби.
- Товари для дітей (новий майданчик вздовж вул. Ак. Павлова): м'які та розвиваючі іграшки, коляски, дитячі велосипеди, дитячий одяг, товари для мам.
- Тканини та фурнітура (тильна частина «Нового століття» в сторону вул. Барабашова): тканини, нитки, пряжа, швейна фурнітура, елементи декору, штори та гардини, швейні машини та аксесуари.
- Велотовари (вздовж вул. Раєвської): вітчизняні та імпортні велосипеди, велопокришка, велодеталі і запчастини, навісне велообладнання, світлотехніка.
- Автомобілі та автомототовари (вздовж пр. Ювілейного): старі автомобілі і мототехніка, автозапчастини, шини, масла, акумулятори, автоскло, сигналізації, автоакустика, автоелектрика, елементи інтер'єру, екстер'єру та автотюнингу, запчастини для мототехніки.

## Цікаві факти

Напис «ТОРГІВЕЛЬНИЙ ЦЕНТР» (sic) на стіні ринку

- Ринок Барабашова — один з найбільших у Східній Європі[17]. За деякими даними, найбільший в Європі[18].
- Режим роботи «Барабашово»: вівторок-п'ятниця з 7:00 до 15:00, субота-неділя — 7:00-16:00, понеділок — вихідний. Вечірня оптова торгівля відбувається по понеділках і четвергах після 19:00.
- На території ТЦ іноді виникають пожежі, наймасштабніші з котрих відбулися у 2008-му (дві великих пожежі; вогнем було охоплено близько 120 крамниць) та 2015 році. В результаті в «Барабашово» була організована власна професійна пожежна команда, що має необхідне обладнання та спеціалізований автомобіль. Були посилені заходи протипожежної безпеки.
- Відстань між двома найвіддаленішими точками території Барабашова — 1840 метрів. Між двома найбільшими рознесеними торговими точками — 1635 метрів.
- Барабашова став прообразом ринку в одному з фантастичних оповідань Г. Л. Олді з циклу «Безодня голодних очей».
- Ринок уже увічнений в авторських піснях з назвою «Барабашка», яких як мінімум дві — Миколи Крівеженка та Володимира Копичка.
- На території Барабашова періодично проводяться концерти, масштабні торгові акції[19], автомобільні змагання[20].